# Potter County, Pennsylvania
Potter County är ett administrativt område i delstaten Pennsylvania i USA. År 2010 hade countyt 17 457 invånare. Den administrativa huvudorten (county seat) är Coudersport.

## Politik
Potter County tenderar att rösta på republikanerna i politiska val.
Republikanernas kandidat har vunnit rösterna i countyt i samtliga presidentval sedan valet 1916, utom valet 1964 då demokraternas kandidat vann countyt. I valet 2016 vann republikanernas kandidat med 79,5 procent av rösterna mot 16,6 för demokraternas kandidat. Med 63 procent i segermarginal är detta den genom tiderna största segermarginalen i countyt.

## Geografi
Enligt United States Census Bureau har countyt en total area på 2 801 km². 2 800 km² av den arean är land och 1 km² är vatten.

### Angränsande countyn
- Allegany County, New York - nord
- Steuben County, New York - nordost
- Tioga County - öst
- Lycoming County - sydost
- Clinton County - syd
- Cameron County - sydväst
- McKean County - väst